# Agência Meteorológica do Japão

A Agência Meteorológica do Japão (AMJ) (気象庁, Kishōchō, em japonês) é o serviço meteorológico do governo do Japão. A agência é encarregada de reunir todos os registros e dados meteorológicos no Japão e também é uma parte semi-autônoma do Ministério das Terras, da Infraestrutura e do Transporte do Japão. A agência também é responsável pela observação e por emitir avisos sobre terremotos, tsunamis e erupções vulcânicas.

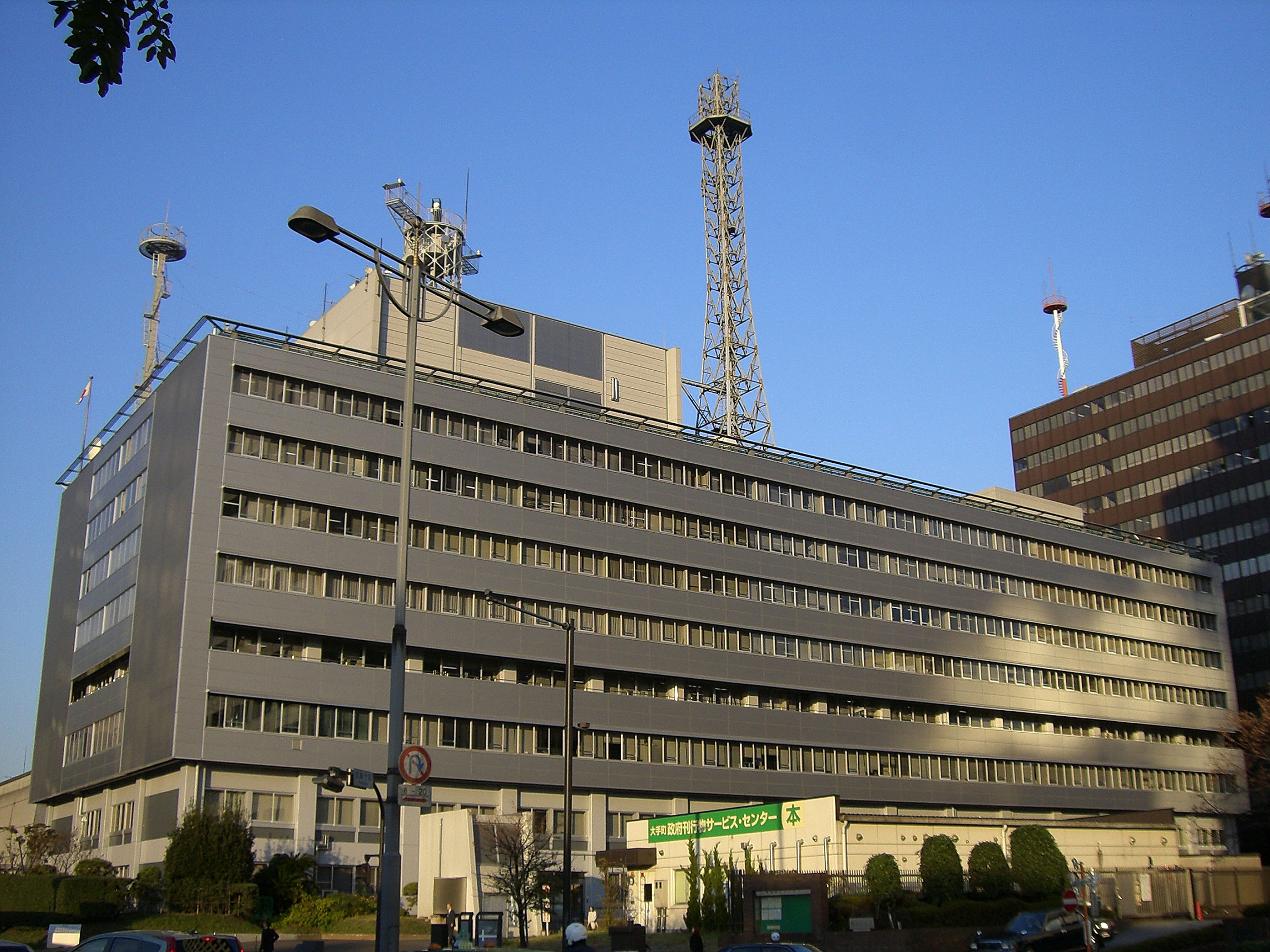
O prédio onde se situa a Agência Meteorológica do Japão em Chiyoda, Japão.